# Chu kỳ Meton

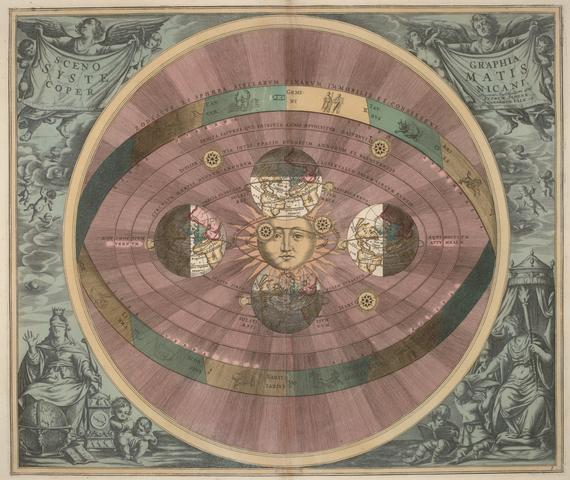
Hệ Mặt trời theo Thuyết nhật tâm

Chu kỳ Meton (Enneadecaeteris) trong thiên văn và lập lịch là sự xấp xỉ cụ thể của bội số chung của năm chí tuyến và chu kỳ quay của Mặt Trăng xung quanh Trái Đất khi quan sát từ Trái Đất. Chu kỳ Meton là chu kỳ tương ứng với 19 năm chí tuyến. Ở đây 19 năm chí tuyến sai lệch với 235 tháng Mặt Trăng vào khoảng 2 giờ 5 phút. Sai số của chu kỳ Meton sẽ xấp xỉ 1 ngày sau mỗi 219 năm.
Trong kỷ nguyên J2000 thì:
1. 19 năm chí tuyến ≈ 6939,601604 ngày
2. 235 tháng Mặt Trăng ≈ 6939,688380 ngày
3. Nếu 19 năm ấy chỉ có 12 tháng Mặt Trăng mỗi năm thì tổng số chỉ có 19 x 12 = 228 tháng, như vậy dôi ra 235 - 228 = 7 tháng.

Con số xấp xỉ này đã được sử dụng trong lịch Hêbrơ. Điều này được các nhà thiên văn học như Meton (người Hy Lạp) biết đến và giới thiệu vào khoảng năm 432 TCN cũng như Kidinnu người Chaldea (thế kỷ 4 TCN). Nó cũng được sử dụng để tính toán ngày lễ Phục Sinh.
Trong một âm dương lịch điển hình thì phần lớn các năm âm lịch có 12 tháng, nhưng một vài năm có các tháng dôi ra, được biết đến như là tháng nhuận. Như trên đã nói, có 7 tháng nhuận phải thêm vào trong 19 năm của chu kỳ Meton.
Theo truyền thống (trong các lịch của người Babylon, Hêbrơ và Attic), các năm thứ 3, 6, 8, 11, 14, 17 và 19 là những năm dài (có 13 tháng) của chu kỳ Meton.
Chu kỳ Meton là sự kết hợp của hai chu kỳ con có độ chính xác thấp hơn là chu kỳ 8 năm và chu kỳ 11 năm, trong đó:
1. Chu kỳ 8 năm (xấp xỉ 2.921,9375 ngày) ≈ 99 tháng Mặt Trăng (xấp xỉ 2.923,5283 ngày), nghĩa là sai số khoảng -1,5 ngày/8 năm hay xấp xỉ -1 ngày sau mỗi 5 năm. Xem thêm chu kỳ tám năm.
2. Chu kỳ 11 năm (xấp xỉ 4.017,6641 ngày) ≈ 136 tháng Mặt Trăng (xấp xỉ 4.016,1601 ngày), nghĩa là sai số khoảng 1,5 ngày/11 năm hay xấp xỉ 1 ngày sau mỗi 7,3 năm.

Chu kỳ Meton tự bản thân nó là một chu kỳ con của một chu kỳ lớn có độ chính xác cao hơn là chu kỳ 334 năm (xấp xỉ 121.990,8913 ngày) ≈ 4.131 tháng Mặt Trăng (121.990,8626 ngày) tức sai số chỉ khoảng 41 phút 28 giây, nghĩa là sai số tròn 1 ngày sau khoảng 11.598 năm.
Meton lấy xấp xỉ chu kỳ này thành số nguyên (6940) ngày, chia nó thành 125 tháng dài với 30 ngày mỗi tháng và 110 tháng ngắn với 29 ngày mỗi tháng.
Chu kỳ 19 năm cũng rất gần đúng với 255 tháng giao điểm (là khoảng thời gian giữa hai lần Mặt Trăng vượt qua đường hoàng đạo từ nửa bầu trời phía nam sang bầu trời phía bắc, nó xấp xỉ 27,212221 ngày, tức sai số khoảng nửa ngày), vì thế nó cũng là chu kỳ nhật, nguyệt thực, nó là khoảng thời gian của khoảng 4 hoặc 5 lần nhật (nguyệt) thực trở lại.